# سندرم میگز
سندرم میگز (انگلیسی: Meigs's syndrome) سه‌گانه آسیت، پلورال افیوژن و تومور خوش‌خیم تخمدان (فیبروم تخمدان، فیبروتِکوما، تومور برنر و گاهی تومور سلول گرانولوزا) است. سندرم میگز پس از برداشتن تومور برطرف می‌شود. از آنجایی که کانال‌های لنفاوی گذرا از دیافراگم در سمت راست بدن، قطر بزرگتری دارند، پلورال افیوژن به‌طور کلاسیک در سمت راست ایجاد می‌شود. علل آسیت و پلورال افیوژن به خوبی شناخته نشده است. سندرم میگز غیرعادی که با یک توده خوش‌خیم لگنی همراه با افیوژن پلورال سمت راست اما بدون آسیت مشخص می‌شود نیز گاهی رخ دهد. در این مورد هم همانند سندرم میگز معمولی، پلورال افیوژن پس از برداشتن توده لگنی برطرف می‌شود.
سندرم میگز ممکن است علائم بیماری‌های دیگر را تقلید کند، چون توموری نشات‌گرفته از تخمدان است و بیماریِ هریک از احشاء شکمی ممکن است مجموعه‌ای از علائم مشابه را ایجاد کند. اینها شامل بیماری‌های مختلف رحم مانند تومور آندومتر، سارکوم، لیومیوم (سندرم میگز کاذب) است. اختلالات لوله‌های رحمی مانند هیدروسالپینکس، سالپنژیت گرانولوماتوز، بدخیمی لوله رحم؛ اختلالات تخمدانی مانند سرطان سروزی، موسینی، اندومتریوئید یا کارسینوم سلول شفاف، تومور برنر، تومور سلول گرانولوزا، تومور استرومایی، دیسژرمینوما و فیبروم یا تومور متاستاتیک به تخمدان هم ممکن است علائمی مشابه به سندرم میگر ایجاد کند.
درمان سندرم میگز شامل توراسنتز و پاراسنتز برای تخلیه مایع اضافی (اگزودا) و تخمدان‌برداری یک طرفه یا برداشتن گوه‌ای ضایعه برای رفع علت زمینه‌ای این سندرم است.
لازم به یادآوری است که سندرم میگز نام خود را از متخصص آمریکایی زنان و زایمان جو وینسنت میگز می‌گیرد.